# Obecná škola (film)

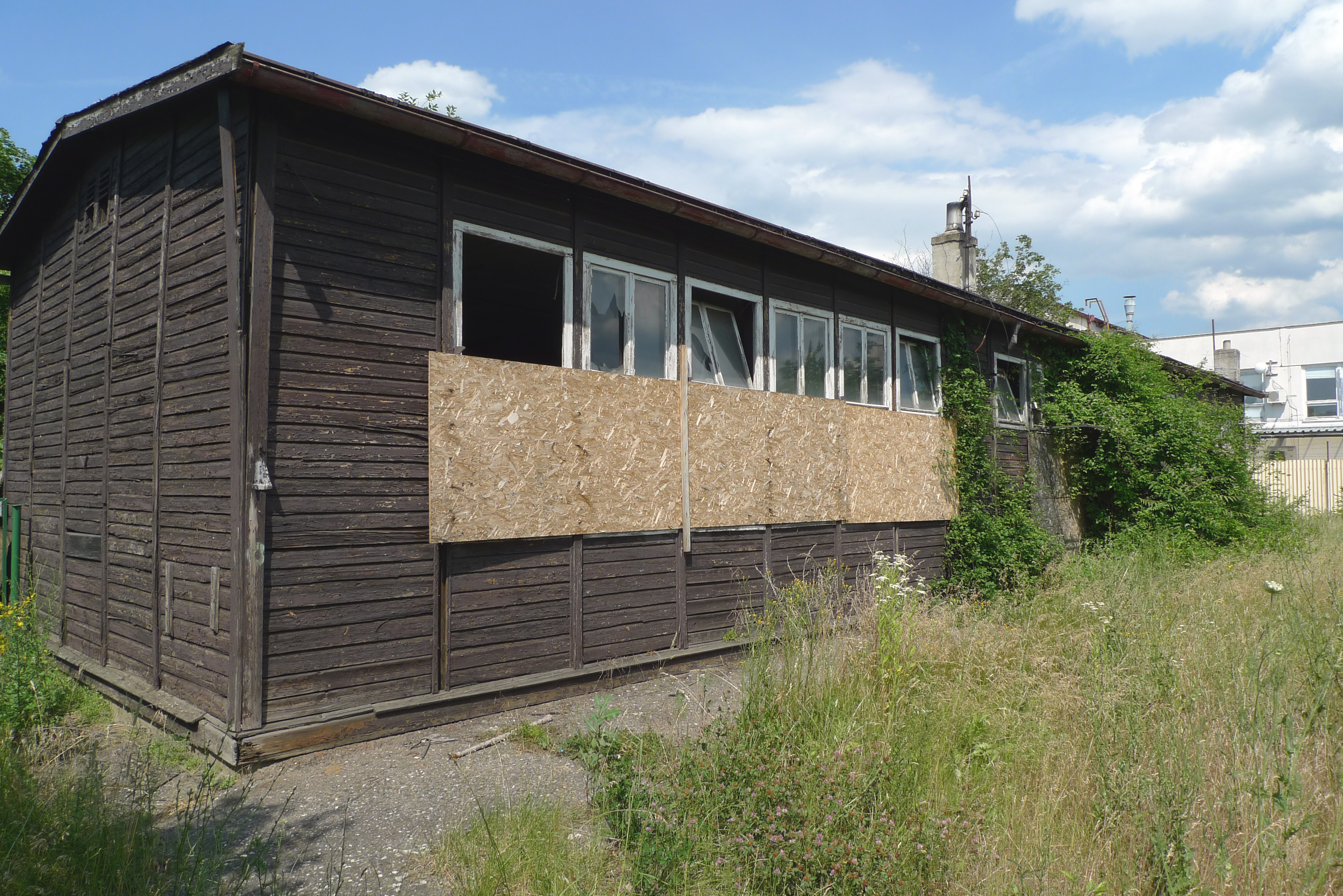
Budova obecné školy v kolonii Na Slatinách v roce 2013.

Obecná škola je československý film režiséra Jana Svěráka, natočený v roce 1991 podle scénáře Zdeňka Svěráka. Film se stal populární u kritiky i fanoušků a byl dokonce nominován na Oscara za nejlepší zahraniční film. Ve snímku je zachyceno krátké euforické období po 2. světové válce a mnoho méně či více úsměvných historek dětí navštěvujících chlapeckou obecnou školu. Dějově Obecné škole předchází film Po strništi bos, který byl natočen v roce 2017.
V roce 1994 tímto filmem zahájila své vysílání TV Nova.

## Děj
Eda Souček (Václav Jakoubek) je žákem chlapecké třídy na jedné z pražských předměstských škol. Je krátce po 2. světové válce. Edu, jeho kamaráda Tondu i ostatní chlapce ve škole výuka učitelky Maxové příliš nezajímá. Jednoho dne se Maxová, která nemá ve třídě žádný respekt, zblázní a ze školy odejde. Na její místo nastoupí nový učitel Igor Hnízdo (Jan Tříska). Má velmi zvláštní praktiky, o kterých tvrdí, že jsou povoleny Ministerstvem školství kvůli chování jejich třídy. Chodí ve vojenské uniformě a se zbraní a zavede ve třídě tuhý režim, v jehož dodržování mu pomáhá i rákoska. Přesto ho chlapci, kterým vypráví poutavé válečné historky, začnou zpočátku téměř bezmezně obdivovat. Igor Hnízdo má však také slabost pro mladé slečny a jedna bývalá milenka, kterou Hnízdo opustí kvůli dvěma mladším studentkám, na něj napíše udání, takže mu hrozí trest za mravní delikt. Žáci se za svého učitele postaví a dokonce popřou jeho fyzické tresty. Eda Souček však brzy pozná, že jeho největším hrdinou není Hnízdo, jehož válečnické historky jsou neuvěřitelné, ale jeho otec, puntičkářský Fanouš Souček (Zdeněk Svěrák), který sice ve válce nebojoval, ale je svým nenápadným způsobem hrdinou.

## Role a obsazení
Tabulka shrnuje obsazení postav ve filmu Obecná škola a dějově předcházejícího snímku Po strništi bos. Tučně jsou zvýrazněni herci, kteří si zahráli v obou filmech.
| Postava                              | Po strništi bos      | Obecná škola         |
| ------------------------------------ | -------------------- | -------------------- |
| Eda Souček                           | Alois Grec           | Václav Jakoubek      |
| tatínek František Souček             | Ondřej Vetchý        | Zdeněk Svěrák        |
| maminka Součková                     | Tereza Ramba         | Libuše Šafránková    |
| děda Souček                          | Jan Tříska           |                      |
| babička Součková                     | Viera Pavlíková      |                      |
| strýc                                | Hynek Čermák         |                      |
| teta                                 | Petra Špalková       |                      |
| strýc zvaný Vlk                      | Oldřich Kaiser       |                      |
| Vlkova žena                          | Zuzana Stivínová     |                      |
| ředitel školy v Kopidlně             | Zdeněk Svěrák        |                      |
| kamarád Ota                          | Václav Hubka         |                      |
| kamarád Satík                        | Niklas Klinecký      |                      |
| kamarád Prcek                        | Josef Bedlivý        |                      |
| kamarád invalida Vlastík             | Petr Uhlík           |                      |
| spolužák Škaloud                     | Sebastian Pošmourný  |                      |
| pan Chrást                           | Petr Brukner         |                      |
| pan Košťál                           | Miroslav Táborský    |                      |
| pan Bartoš                           | Miroslav Hanuš       |                      |
| Věra Uhrová                          | Dominika Frydrychová |                      |
| hrobník                              | Martin Havelka       |                      |
| paní Pazdírková                      | Ivana Valešová       |                      |
| tlustá žena                          | Lenka Loubalová      |                      |
| Míla Košťálová                       | Lucie Březinová      |                      |
| četník                               | Marek Šimon          |                      |
| četník                               | Petr Reidinger       |                      |
| sovětský voják                       | Alexandr Minajev     |                      |
| sousedka                             | Jaroslava Pokorná    |                      |
| kolega z Prahy                       | Jan Holík            |                      |
| dítě v Praze                         | Viktor Antonio       |                      |
| muž v klobouku                       | Jan Svěrák           |                      |
| muž v pohřebním ústavu               | Robert Bárta         |                      |
| ředitel školy v Praze                |                      | Rudolf Hrušínský st. |
| učitel Igor Hnízdo                   |                      | Jan Tříska           |
| učitelka Maxová                      |                      | Daniela Kolářová     |
| učitelka Plecitá                     |                      | Miroslava Pleštilová |
| kamarád Tonda Čejka                  |                      | Radoslav Budáč       |
| spolužák Rosenheim                   |                      | Marek Endal          |
| spolužák Dušička                     |                      | Michal Škrabal       |
| Stavinoha                            |                      | Václav Chalupa       |
| tramvaják                            |                      | Ondřej Vetchý        |
| tramvajákova žena                    |                      | Irena Pavlásková     |
| Tondův tatínek karbaník Bohouš Čejka |                      | Rudolf Hrušínský ml. |
| Tondova maminka Čejková              |                      | Eva Holubová         |
| dvojče Květa Fabiánová               |                      | Iva Škudrnová        |
| dvojče Růža Fabiánová                |                      | Miroslava Škudrnová  |
| Josef Mrázek alias fakír Rádži Tamil |                      | Petr Čepek           |
| soused Cyril Plíha                   |                      | Bolek Polívka        |
| školník                              |                      | Oldřich Vlach        |
| řidič autobusu Pepík                 |                      | Petr Brukner         |
| poštovní úřednice                    |                      | Karla Chadimová      |
| gynekolog MUDr. Kalaban              |                      | Jiří Menzel          |
| školní inspektor                     |                      | Karel Kachyňa        |
| hospodský Lukeš                      |                      | Zdeněk Mucha         |
| harmonikář Ferda Kavka               |                      | Bořivoj Penc         |
| starý pán                            |                      | Stanislav Hájek      |
| matka dvojčat paní Fabiánová         |                      | Alice Šnyrichová     |
| vrátný                               |                      | Viktor Nejedlý       |

## Zajímavosti
- Film je do značné míry autobiografií scenáristy Zdeňka Svěráka. Ten poznamenává, že při dotočení filmu Jako jed v Košicích v hotelu Slovan vzpomínali zúčastnění herci a členové filmového štábu na dětství a na školu. Vít Olmer požádal Zdeňka Svěráka, aby napsal film o škole. Tak vznikl scénář k filmu Obecná škola, který však Olmer nakonec nepřijal (točil místo toho film Tankový prapor). Film pak natočil Zdenkův syn Jan Svěrák.[2]
- Jedná se o celovečerní debut režiséra Jana Svěráka, který vystudoval režii dokumentárního filmu a do té doby točil pouze dokumentární filmy.
- Jedná se o první film, který se vysílal v roce 1994 na TV Nova.
- Ve filmu si zahráli tři režiséři (nepočítáme-li příležitostného režiséra Rudolfa Hrušínského): Irena Pavlásková („Mám pravý kafe z UNRRY“), Karel Kachyňa (školní inspektor - „Ponechte ho v chlapecké třídě“), a Jiří Menzel (gynekolog).

## Exteriéry
- Bohdalec (Michle) a Slatiny (Michle) – škola, rozvodna, hospoda
- Norbertov (poblíž Müllerovy vily) – stanoviště obrněného transportéru, prádelna, úvodní a závěrečný obraz pod titulky
- Slivenec – jiný pohled na školu (pouze kulisy)
- Homolka (Velká Chuchle) – pouštění rakety, divoká jízda s kočárkem
- Barrandov – úvodní bitevní scéna
- Silnice mezi Chotčí a Zbuzany
- Trať v okolí Malé Hraštice
- Vrch Jordán a cílová dopadová plocha Jordán – scény u opevnění

## Chyby ve filmu
- Ve scéně, kdy pan učitel Hnízdo hraje na housle při výuce o Janu Husovi, sice slyší diváci zvuk tzv. vibrata, přitom Igor Hnízdo prsty nevibruje.